# Пауеллтон (Західна Вірджинія)
Пауеллтон (англ. Powellton) — переписна місцевість (CDP) в США, в окрузі Фаєтт штату Західна Вірджинія. Населення — 493 особи (2020).

## Географія
Пауеллтон розташований за координатами 38°5′39″ пн. ш. 81°19′19″ зх. д. / 38.09417° пн. ш. 81.32194° зх. д. (38.094116, -81.322006).  За даними Бюро перепису населення США в 2010 році переписна місцевість мала площу 13,87 км², уся площа — суходіл.

## Демографія
Згідно з переписом 2010 року, у переписній місцевості мешкало 619 осіб у 244 домогосподарствах у складі 180 родин. Густота населення становила 45 осіб/км².  Було 276 помешкань (20/км²).
Расовий склад населення:
| - 91,0 % — білих - 8,1 % — чорних або афроамериканців |

До двох чи більше рас належало 1,0 %. Частка іспаномовних становила 0,5 % від усіх жителів.
За віковим діапазоном населення розподілялося таким чином: 22,5 % — особи молодші 18 років, 59,4 % — особи у віці 18—64 років, 18,1 % — особи у віці 65 років та старші. Медіана віку мешканця становила 43,1 року. На 100 осіб жіночої статі у переписній місцевості припадало 97,8 чоловіків;  на 100 жінок у віці від 18 років та старших — 96,7 чоловіків також старших 18 років.
За межею бідності перебувало 22,0 % осіб, у тому числі 23,7 % дітей у віці до 18 років та 0,0 % осіб у віці 65 років та старших.
Цивільне працевлаштоване населення становило 218 осіб. Основні галузі зайнятості: освіта, охорона здоров'я та соціальна допомога — 31,7 %, сільське господарство, лісництво, риболовля — 13,8 %, науковці, спеціалісти, менеджери — 7,3 %, роздрібна торгівля — 6,4 %.